# Murat Kardanov
Murat Kardanov (n. 4 ianuarie 1971, Zaraghij⁠(d), RSFS Rusă, URSS) este un fost luptător rus specializat în lupte libere, laureat cu medalia de aur la Jocurile Olimpice de vară din 2000 de la Sydney.

## Biografie
Murat Kardanov s-a născut la 4 ianuarie 1971, în fosta Republică Socialistă Federativă Sovietică Rusă, într-o zonă cu tradiție în sporturile de contact, în special luptele. A crescut în Caucazul de Nord, o regiune recunoscută pentru luptători de elită, și a fost format sportiv în cadrul clubului Dynamo.
A început să se afirme la nivel național în anii ’90, dominând competițiile din Rusia, iar mai apoi s-a remarcat pe scena internațională, concurând în categoria 69 kg.

## Carieră sportivă
Kardanov a participat la Jocurile Olimpice de vară din 2000, desfășurate la Sydney, Australia, unde a obținut medalia de aur la lupte libere în categoria 69 kg (categoria welter). În finală, l-a învins pe Zaza Zazirov, reprezentând Ucraina.
Pe lângă succesul olimpic, Murat Kardanov a fost și campion mondial și campion european, având o carieră impresionantă în anii ’90 și începutul anilor 2000.

## Retragere și moștenire
După retragerea din competițiile internaționale, Kardanov a fost implicat în promovarea luptelor în regiunea sa natală și în Rusia, activând ca antrenor și mentor pentru tinerii sportivi. Este considerat unul dintre cei mai valoroși luptători ruși ai generației sale.